# Adrian Robak
Adrian Robak (ur. 7 sierpnia 1979 w Bytomiu) – polski muzyk i kompozytor.

## Życiorys

### Edukacja
Studia kompozycji odbył w klasie prof. Aleksandra Lasonia w katowickiej Akademii Muzycznej, którą ukończył w 2008 roku (dyplom z wyróżnieniem). Studiował tamże równolegle Teorię Muzyki. W roku 2015 otrzymał stopień naukowy doktora sztuki w zakresie kompozycji i teorii muzyki pod kierunkiem prof. Eugeniusza Knapika.

### Praca zawodowa i dydaktyczna
Adrian Robak jest wykładowcą w Szkole Filmowej im. K. Kieślowskiego (wcześniej Wydział Radia i Telewizji) Uniwersytetu Śląskiego w Katowicach (m.in. Muzyka Filmowa, Wiedza o Muzyce, Dźwięk w Utworach Audiowizualnych, Sound Production, a wcześniej Propedeutyka Kultury i Sztuki).
Od 2021 roku jest zatrudniony na stanowisku profesora uczelni na Uniwersytecie Śląskim w Katowicach. Od marca 2022 roku pełnił funkcję Prodziekana ds. Umiędzynarodowienia i Organizacji, a od maja 2022 do marca 2023 roku pełni funkcję Prodziekana ds. Kształcenia i Studentów w Szkole Filmowej im. K. Kieślowskiego Uniwersytetu Śląskiego w Katowicach.
Współpracował z wybitnymi muzykami i zespołami sceny polskiej (np. Narodowa Orkiestra Symfoniczna Polskiego Radia w Katowicach) i europejskiej (np. Wiener Symphoniker). Koncertował w najważniejszych salach koncertowych w Polsce (np. Filharmonia Narodowa w Warszawie) i na świecie (np. Gran Teatro La Fenice w Wenecji, Lincoln Center – New York Philharmony w USA, Bregenzer Festspiele w Austrii, Canterbury Cathedral w Wielkiej Brytanii).
W latach 2007–2009 Adrian Robak pełnił funkcję akompaniatora i śpiewaka, obejmując ostatecznie stanowisko asystenta dyrektora w Zespole Śpiewaków Miasta Katowice „Camerata Silesia”.
W latach 2009–2016 pracował jako wykładowca na Wydziale Nauk o Ziemi Uniwersytetu Śląskiego prowadząc zajęcia z Emisji Głosu. W latach 2010–2020 był wykładowcą na Akademii Muzycznej im. K. Szymanowskiego w Katowicach (Propedeutyka Muzyki Współczesnej, Estetyka Muzyki, Kształcenie Słuchu).
W szkolnictwie średnim w latach 2015–2018 prowadził zajęcia w Państwowej Szkole Muzycznej I i II stopnia im. L. Różyckiego w Gliwicach (Harmonia, Kształcenie słuchu, Zasady muzyki i Trening Pamięci Muzycznej), a w latach 2016–2021 prowadził zajęcia w Zespole Szkół nr 4 im. P. Latoski w Rudzie Śląskiej na kierunku technik realizacji nagrań i nagłośnień (Zasady akustyki i elektroakustyki, Pracownia realizacji dźwięku, Instrumentoznawstwo, Kształcenie słuchu, Zasady muzyki i Historię muzyki z literaturą muzyczną).
Adrian Robak jest organizatorem koncertów oraz prowadzi ożywione życie kulturalne (organizował m.in. Koncerty dla Mieszkańców Katowic, Koncerty w Sali Koncertowa Centrum Edukacji Muzycznej w Katowicach, Koncert w Oratorium Marianum we Wrocławiu, Koncerty na Festiwalu im. Grzegorza Gerwazego Gorczyckiego w Bytomiu, Koncert uświetniający 70 rocznicę wyzwolenia obozu koncentracyjnego KL Auschwitz oraz szereg koncertów katowickiego oddziału ZKP).
W 2010 roku otrzymał pierwszą lokatę w kwalifikacjach projektu unijnego „Śląskie Manufaktury Przemysłów Kultury” organizowanym przez Regionalną Izbę Gospodarczą i GWSP. Odbył też szeregu szkoleń grupowych i indywidualnych z zakresu ekonomii, marketingu, prawa i rachunkowości. W roku 2010 Adrian Robak reprezentował środowiska twórcze kompozytorów w panelach dyskusyjnych na „Kongresie Kultury Województwa Śląskiego” oraz na XIV Śląskim Forum Małej i Średniej Przedsiębiorczości „Event Management w Kulturze i Rozrywce w Województwie Śląskim”.

### Nagrody i stypendia
W czasie toku studiów był dwukrotnym stypendystą Ministra Kultury i Dziedzictwa Narodowego za wyróżniające wyniki w nauce.
W roku 2011 Adrian Robak otrzymał II nagrodę za kompozycję „Silesia 1921” na orkiestrę symfoniczną i chór na Ogólnopolskim Konkursie Kompozytorskim na 90. rocznicę III Powstania Śląskiego organizowanym przez Marszałka Województwa Śląskiego oraz Filharmonię Śląską w Katowicach. W tym samym roku był stypendystą Ministra Kultury i Dziedzictwa Narodowego w dziedzinie Muzyka i Taniec.
W roku 2013 otrzymał główną nagrodę (II nagroda, pierwszej nie przyznano) za kompozycję Pastelux w 3 częściach na gitarę solo na VII Ogólnopolskim Konkursie Kompozytorskim na gitarę klasyczną organizowanym przez Miejski Ośrodek Kultury w Żorach, Śląskie Stowarzyszenie Miłośników Gitary Klasycznej SILESIANA oraz Agencja Artystyczna MODRAN.
W roku 2014 otrzymał zamówienie z Instytutu Muzyki i Tańca na skomponowanie kompozycji „Semi Semi” na dwa chóry i orkiestrę smyczkową, a w roku 2015 kompozycji „Psalm” na saksofon i chór mieszany („Dyptyk sakralny”).
W 2023 roku jego autorska płyta "Réflexions" została nominowana do nagrody "Fryderyk 2023" w kategorii Album Roku Muzyka Współczesna.

## Twórczość
Jest kompozytorem utworów orkiestrowych, kameralnych i chóralnych. Komponuje także muzykę do filmów („Dni mojego życia”, „Klisze pamięci Mariana Kołodzieja”, „Misja Wolnego”), a jego kompozycje były wykonywane na festiwalach tak w kraju (np. „Mikołowskie Dni Muzyki” w Mikołowie), jak i za granicą (np. „Incontro Internazionale Polifonico Citta di Fano” we Włoszech). Początki jego działalności kompozytorskiej były skoncentrowane na kompozycjach chóralnych, które stanowią blisko połowę ze stworzonych dotychczas ponad 50 kompozycji. Wśród jego kompozycji symfonicznych najważniejsze to: „Silesia 1921” (kompozycja nagrodzona na konkursie kompozytorskim), „To nie jest kraj bohaterów” a przede wszystkim „Gardens” w czterech częściach na orkiestrę symfoniczną.
Adrian Robak ma w swym dorobku zgrabną kolekcję opracowań i transkrypcji. Jego opracowania były wykonywane m.in. w Teatrze Wielkim w Poznaniu, a wśród słuchaczy był m.in. reżyser D. Lynch (to z okazji wystawy-happeningu pt. „Hotel Landszaft”). Adrian Robak jest także autorem tablicy „Śląska Szkoła Kompozytorów XX i XXI wieku” (zawieszone na ścianach PZSM im. K. Szymanowskiego w Katowicach).

## Wydawnictwa płytowe

### 2024
Hollywood Music Odyssey vol. 1 
Gratitude and Harmony of the Universe 
Somewhere in the middle of nowhere

### 2021/2022
Réflexions, Krzysztof Firlus - viola da gamba, pardessus de viole, kontrabas, Anna Firlus - klawesyn, organy.
(płyta została nominowana do nagrody "Fryderyk 2023" w kategorii Album Roku Muzyka Współczesna)

### 2020/2021
Made in Poland, Walicki-Popiołek Duo (na płycie znalazła się zarejestrowana trzyczęściowa kompozycja pt. „Bies na gitarę i fortepian”).

### 2019
Pastelux, Marcin Maślak – gitara (na płycie znalazły się zarejestrowane dwie kompozycje: trzyczęściowy tytułowy „Pastelux” oraz trzyczęściowy „Ssonnattuss”).

## Powiązania
Adrian Robak jest członkiem Związku Kompozytorów Polskich (ZKP, w latach 2012–2018 w strukturach zarządu śląskiego oddziału) oraz Związku Autorów i Kompozytorów Scenicznych (ZAiKS).

## Lista dotychczasowych kompozycji

### 1999
- Alleluia na chór mieszany a cappella (1999)

### 2001
- да приидет царстие Твое… Отче наш (…da prjidiet carstwie Twoje… Otcze Nasz) na chór mieszany a cappella (2001)

### 2002
- Днесь спасние (Dnjes spasjenije) na chór mieszany a cappella (2002)
- Cвятый Вожэ (Sviatyj Boże) na chór mieszany a cappella (2002)
- Sancta Maria Mater Dei na chór mieszany a cappella (2002)

### 2003
- Wariacje na organy solo (2003)
- Jonasz na chór mieszany a cappella (2003)
- Ad Papam na tenor, baryton, chór mieszany i orkiestrę symfoniczną (2003)
- Kołysanka Bożonarodzeniowa na chór mieszany a cappella (2003)

### 2004
- Psalm CXLVI Lauda, anima mea na chór mieszany a cappella (2004)
- Psalm XVI Conserva me, Domine na chór mieszany a cappella (2004)
- Psalm CXLII Voce mea ad Dominum, clamavi na chór mieszany a cappella (2004)
- De profundis na chór mieszany a cappella (2004)
- Adoramus te na chór mieszany a cappella (2004)
- Salve, Ara – Medytacje nad dźwiękiem I na chór mieszany a cappella (2004)
- Wizja ulotna na harfę (2004)
- Deprecatio Marialis 1 na chór mieszany a cappella (2004)

### 2005
- Jubilate Deo na chór mieszany a cappella (2005)
- Deprecatio Marialis 2 na chór mieszany a cappella (2005)
- Deprecatio Marialis 3 na chór mieszany a cappella (2005)
- Chorał na chór mieszany a cappella (2005)
- Koncert na klarnet, kameralną orkiestrę smyczkową i harfę (2005)
- Fresk I na wielką orkiestrę symfoniczną (2005)
- Popule Meus na chór mieszany a cappella (2005)
- Fresk II na 8 instrumentów smyczkowych (2005)
- Fresk III na tubę, wielką orkiestrę dętą i grupę instrumentów perkusyjnych (2005)

### 2006
- Dla… O bólu, wyciszeniu i Kasjopei na wibrafon, organy i głos (2006)
- Fresk IV na sopran, dwa barytony, wielką orkiestrę symfoniczną, wielki chór mieszany, chór męski i chór chłopięcy (2006)
- Jesienne na głos i fortepian (2006)

### 2007
- Tren na organy i orkiestrę kameralną (2007)
- Ambda, pieśń do słów dziecięcych na wielki chór mieszany (2007)
- Muzyka do filmu Dni Mojego Życia – Auschwitz. Historia prawdziwa (2007)
- Tantum ergo na chór mieszany a cappella (2007)

### 2008
- Déjà vu – Symfonia I koncertująca na orkiestrę symfoniczną (2007-2008)
- Kwartet smyczkowy nr 1 (2008-2009)

### 2009
- Klisza pamięci 1 na kwartet smyczkowy, fortepian i instrumenty perkusyjne (2009)
- Klisza pamięci 2 na kwartet smyczkowy, instrumenty perkusyjne (2009)
- Łkająca cisza 1 na głos i kwartet smyczkowy (2009)
- Łkająca cisza 2 na głos, kwartet smyczkowy, fortepian i instrumenty perkusyjne (2009)
- Wzniosłość bólu na głos, kwartet smyczkowy, fortepian i instrumenty perkusyjne (2009)
- Karhora na orkiestrę kameralną (2009)

### 2010
- Andromeda utwór elektroniczny
- Maeija Variations – wariacje na fortepian (lub organy)

### 2011
- Silesia 1921 na orkiestrę symfoniczną i chór mieszany (2010-2011)
- Nos autem gloriari na chór mieszany a cappella (2011)
- Gry uliczne na gitarę solo (2011)
- Sunset, muzyka elektroniczna (2011)
- To nie jest kraj bohaterów na orkiestrę symfoniczną i chór (2011)

### 2012
- Misja Wolnego – Intro na orkiestrę symfoniczną, sopran i chór (2012)
- Misja Wolnego – Zacisze 3 na orkiestrę symfoniczną (2012)
- Misja Wolnego – Wojna na orkiestrę symfoniczną i chór (2012)
- Misja Wolnego – Wspomnienia na orkiestrę symfoniczną i gitarę (2012)
- Misja Wolnego – Podróż przez życie na orkiestrę symfoniczną i flet (2012)
- Misja Wolnego – Rodzina na orkiestrę symfoniczną, gitarę i flet (2012)
- Pastelux w 3 częściach na gitarę solo (2012)[24][27][28]
- Arquato na orkiestrę symfoniczną, elektronikę i chór (2012)
- Ścieżka dźwiękowa do filmu szkoleniowego „Konkurencyjni przetrwają”[29]
- Ścieżka dźwiękowa do filmu dokumentującego mecz piłkarski w związku ze zjazdem prezydentów miast polskich.
- Ścieżka dźwiękowa do animowanego logo olafflak.com[30]
- Ścieżka dźwiękowa do filmu szkoleniowego “Buduj zespół”[31],

### 2013
- Koncert wokalny „Camerata” na zespół solistów (2012-2013)[32]
- Kwartet smyczkowy nr 2 (2013)
- Tubex na tubę solo (2013)
- Pater noster dla Czesława na chór mieszany (2013)
- Inwokacja na Święto Niepodległości (2013)[33] – inwokacja na chór mieszany i organy (do słów wiersza J. Soćko)
- Etiudy na gitarę solo (w dziesięciu częściach; 2013-2014)

### 2014
- Semi semi na dwa chóry mieszane i orkiestrę smyczkową (2014) (link do zaproszenia na koncert ze strony www Filharmonii Śląskiej)[34]
- Ssonnattuss na gitarę solo (w trzech częściach, 2014)[35][24][36]
- I akt dramatu muzycznego A Fair Fairy Tale (do libretta J. Soćko, 2013-2014)
- Earth Music orkiestrę symfoniczną (2014)
- Muzyka na temat psalmu 107 na chór męski (2014) (link do strony Filharmonii Śląskiej z zapowiedzią filharmoniaslaska.art.pl)
- Muzyka na temat psalmu 82 na chór męski (2014)
- Muzyka na temat psalmu 150 na chór mieszany (2014)
- Muzyka na temat psalmu 6 na chór mieszany (2014/2015)

### 2015
- Gardens w czterech częściach na orkiestrę symfoniczną (2015)
- Ego sum pastor bonus na sopran i chór mieszany (2015)
- Dyptyk sakralny na saksofon i chór mieszany (2015)[37][38] (funkcjonujący pod nazwą Psalm)

### 2016
- Avanti na orkiestrę kameralną (2015-2016)
- Koncert na tubę z towarzyszeniem fortepianu (2015-2016)[39]
- To my friend – Siddharta (tribute to Aleksander) na kwartet smyczkowy (2016)[40]

### 2017
- Hydrologia, czyli muzyczna bajka o wodzie na sopran, orkiestrę kameralną i głos mówiony (2016-2017)[41][42][43][44][45][46]
- Pasja wg św. Marka na chór mieszany a cappella (2017)[47][48][49]
- Medytacje Izajasza na chór mieszany a cappella (2017)[50]

### 2018
- O dziwcynie – muzyczny obrazek kurpiowski na chór mieszany a cappella (2018)[51][52]
- Koncert na tubę i orkiestrę (2018)[53][54]

### 2019
- Madrygał Io tacero na chór mieszany a cappella (2019)[55]
- Madrygał Moro lasso na chór mieszany a cappella (2019)[55]
- Piosenka Sorrow (2019)
- Waltz for Vamp – muzyka do gry video (2019)

### 2020
- Madrygał Invan dunque na chór mieszany a cappella (2020)[55]
- Bies na gitarę i fortepian w trzech częściach (2020)[56][57][58][59]
- Call of the spirits – muzyka do gry video (2020)[60]
- Wave – muzyka do gry video (2020)[61]

### 2021
- Five pieces for viola da gamba and harpsichord (2021)[18]
- Concerto for pardessus de viole and harpsichord (2021)[18]
- Trois inspirations pour l’orgue (2021)[18]
- A la recherche d’un maître pour contrebasse et orgue (2021)[18]
- Between na pięć gitar i instrumenty perkusyjne (2021)[62]

### 2022
- Anthem of the Transform4Europe na orkiestrę symfoniczną i chór mieszany (2022)[14][12][20][63][64][65]

### 2023
- Widzę Cię Czechu - muzyka elektroniczna do animacji (2023)[27]
- R!R - muzyka elektroniczna do animacji (2023)[29]
- Serenity and Calm - elektroniczna muzyka relaksacyjna (2023)[25]
- Kwintet obojowy (2023)[66]

### 2024
- Love's Bossoming Escape na orkiestrę symfoniczną (2023-2024)[67]
- Victory's Sorrowful Struggle na orkiestrę symfoniczną (2023-2024)[68]
- Moonlight's Desolation na orkiestrę symfoniczną (2023-2024)[69]
- Battlefield Echoes (2024)[70]
- Raginis (gratitude and harmony of the universe) na orkiestrę symfoniczną, rożek angielski i eletronikę (2024)[71]
- Resting in the meadow na fortepian, instrumenty elektroniczna i orkiestrę (2021-2024)[72]
- Calm on the shore na orkiestrę i elektronikę (2020-2024)[73]
- Light in the icicle na instrumenty elektroniczne i orkiestrę (2022-2024)[74]
- Resting on the top of the mountain na orkiestrę i instrumenty elektroniczne (2021-2024)[75]
- Immortal Love na instrumenty elektorniczne i orkiestrę (2023-2024)[76]
- White and Black na skrzypce i fortepian (2024)[77]

## Muzyka filmowa

### 2020
- Muzyka do filmu Ostatnie dni lata (2020)[78][79][80][81], reż. Klaudia Kęska

### 2019
- Muzyka do filmu Toń (2019)[82][83], reż. Martyna Ludwig
- Muzyka do filmu Rodzeństwo (2019)[84], reż. Michał Rakowski
- Muzyka do filmu Mary Magdalena (2019)

### 2014
- Doktor Faustus[85], reż. Anna Urbańczyk.

### 2012
- Misja Wolnego, reż. Wojciech Szwiec.

### 2010
- Klisze Pamięci Mariana Kołodzieja, reż. G. Rosengarten[86].

### 2009
- Dni mojego życia... Auschwitz. Historia Prawdziwa, reż. G. Rosengarten.